# امبراز پاد کراواوسیم
امبراز پاد کراواوسیم (به لاتین: Ambrož pod Krvavcem) یک منطقهٔ مسکونی در اسلوونی است که در Municipality of Cerklje na Gorenjskem واقع شده‌است.

## خصوصیات
امبراز پاد کراواوسیم ۷۴ نفر جمعیت دارد و ۱٬۰۷۸٫۸ متر بالاتر از سطح دریا واقع شده‌است.